# Banatska Palanka, Banatul de Sud
Banatska Palanka (sau Stara Palanka, germană Neu-Palanka und Alt-Palanka, maghiară Ó-Palánka, Palánk, Temespalánka, română Palanca) este o localitate în Districtul Banatul de Sud, Voivodina, Serbia.

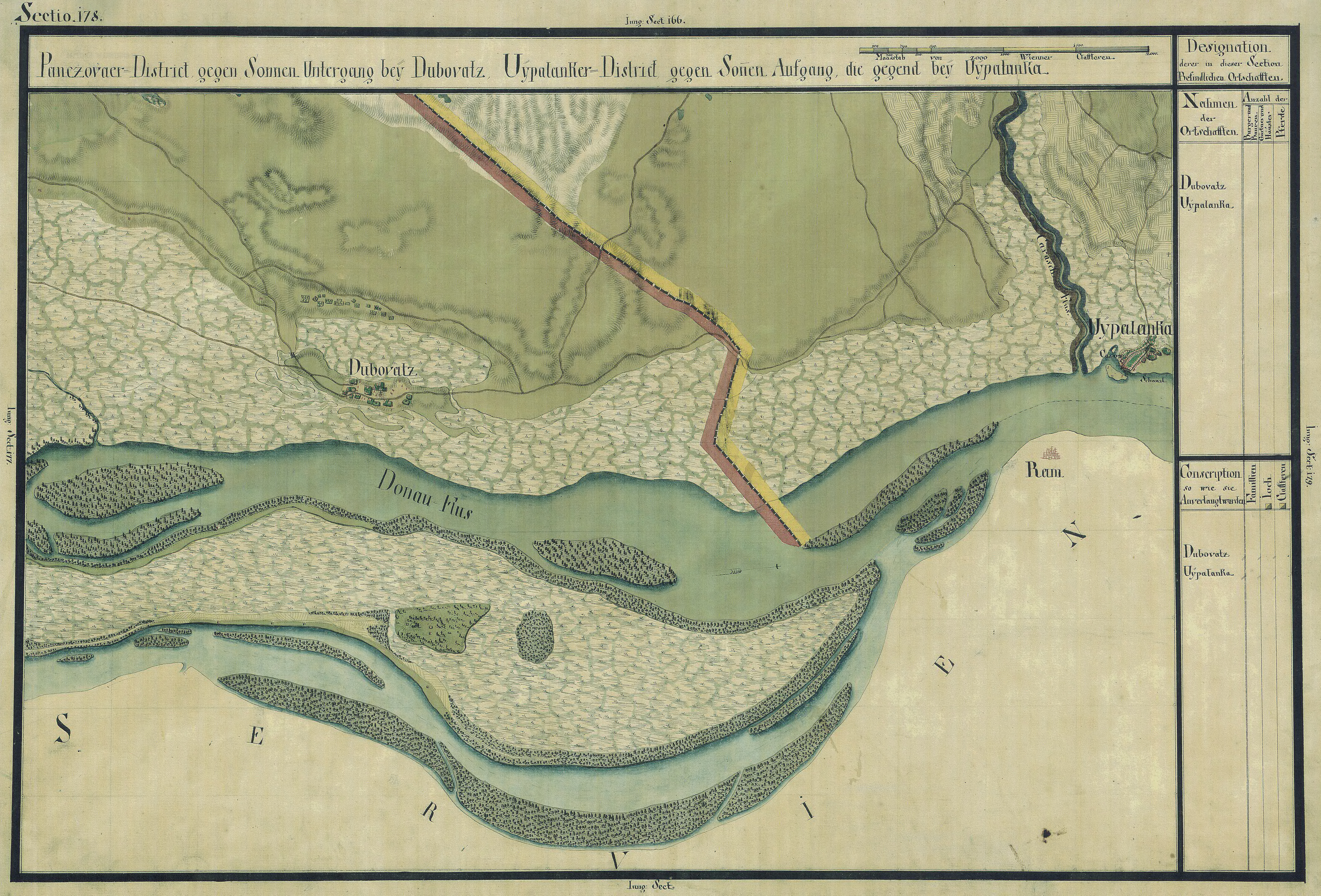
Banatska Palanka în Harta Iosefină a Banatului, 1769-72